# 悪魔の棲む家
『悪魔の棲む家』（あくまのすむいえ、The Amityville Horror）は、1974年にニューヨーク州ロングアイランドのアミティヴィルで起きたと言われる超常現象を題材にしたジェイ・アンソン著のベストセラー『アミティヴィルの恐怖』を映画化した1979年のアメリカのホラー映画。

## ストーリー
1974年11月13日、ニューヨーク州ロングアイランドのアミティヴィルにある大邸宅でデフェオ一家が惨殺される事件が起こる。犯人は長男のロナルド・デフェオ・ジュニア。
地下室に閉じこもっていたという彼は、就寝中の両親と4人の弟妹たちをライフルで次々と射殺。我に返ったロナルドは自ら警察に通報した。逮捕後、彼は「家が家族を殺すよう命じた」と主張したという。
それから1年後、子供たちとの暮らしのために新しい住まいを探していたジョージとキャシーのラッツ夫妻は、その日、新聞広告に載っていたこのアミティヴィルの大邸宅を訪れた。案内した不動産屋はこの邸宅で起きた殺人事件の事を話すが、値段の安さにひかれ夫妻は購入を決めた。
引っ越し当日、ラッツ夫妻と3人の子供たちはこれからの生活に心を躍らせるが、その夜からジョージや娘のエイミーが体調を崩し始め、やがて怪奇現象が一家に襲いかかる。

## キャスト
| 役名               | 俳優                   | 日本語吹替                         |
| 役名               | 俳優                   | 日本テレビ版                       |
| ------------------ | ---------------------- | ---------------------------------- |
| ジョージ・ラッツ   | ジェームズ・ブローリン | 石田太郎                           |
| キャッシー・ラッツ | マーゴット・キダー     | 寺田路恵                           |
| デラニー神父       | ロッド・スタイガー     | 宮川洋一                           |
| ボーレン神父       | ドン・ストラウド       | 徳丸完                             |
| エミー             | ナターシャ・ライアン   | 三好ゆり子                         |
| グレッグ           | K・C・マーテル         | 鈴木一輝                           |
| マット             | ミーノ・ペルス         | 池田真                             |
| 巡査部長           | ヴァル・エイヴリー     | 加藤正之                           |
| 不動産屋           | エルザ・レイヴン       | 中島喜美栄                         |
| ヘレナ叔母さん     | アイリーン・デイリー   | 高村章子                           |
| ジミー             | マーク・ヴァハニアン   | 石丸博也                           |
| ジャッキー         | エイミー・ライト       | 木藤玲子                           |
| ジェフ             | マイケル・サックス     | 小島敏彦                           |
| キャロリン         | ヘレン・シェイヴァー   | 有馬瑞子                           |
| 悪魔の声           |                        | 千葉耕市                           |
| 新聞社員           |                        | 石森達幸                           |
|                    |                        |                                    |
| 演出               | 演出                   | 福永莞爾                           |
| 翻訳               | 翻訳                   | 入江敦子                           |
| 効果               |                        |                                    |
| 調整               |                        |                                    |
| 制作               | 制作                   | ザック・プロモーション             |
| 解説               |                        |                                    |
| 初回放送           | 初回放送               | 1982年2月10日 『水曜ロードショー』 |

※アルティメット・エディションDVDに収録

## スタッフ
- 製作総指揮：サミュエル・Z・アーコフ
- 製作：ロナルド・サランド、エリオット・ガイシンガー
- 監督：スチュアート・ローゼンバーグ
- 脚本：サンドール・スターン
- 撮影：フレッド・J・コーネカンプ
- 音楽：ラロ・シフリン
- 上映時間：118分

## 『アミティヴィルの恐怖』
「実話を映画化した」という触れ込みの本作だが、ジェイ・アンソンのこの原作にはかなりの嘘があることが指摘されている。とはいえ、一家惨殺のあった家にラッツ一家が越してきたことや最後の結末は事実である。しかしそれは映画とは違い、経済面でのトラブルによるものである。
そんな夫妻の前に現れたのが、惨殺事件の裁判でロナルドの弁護を担当した弁護士であり、彼が夫妻に持ちかけたのが映画の設定にもあった“家に棲みつく悪魔の仕業”にし、一方で夫妻にとっては、体験談を出版することで多額の収入を得ることが出来るという話であった。そして1974年、折りしも『エクソシスト』の公開によりオカルト･ブームが巻き起こり、『アミティヴィルの恐怖』はベストセラーとなった。
しかし夫妻は弁護士の提示した金額に不満を持ち、結局弁護士が想定していたのとは別のジェイ・アンソンという作家と独自に契約を結び小説化やその後の映画化から弁護士を排除してしまった。弁護士は夫妻の行動に怒り、自身がデフェオ・ジュニアの弁護に際して用意していた資料を夫妻に見せたことや、その際に夫妻は作中で登場する怪奇現象をワインを飲みながら嬉しそうに考えていたことを暴露した。それに対して夫妻は、弁護士はデフェオ・ジュニアに対して物語を魅力的にする為に事件を起こす前に得体の知れない声が聞こえたと証言するように強要したこと、印税の5%をデフェオ・ジュニアに支払うことを約束していたなどのことを暴露し、泥沼の様相を呈している。

## 評価
- ラロ・シフリンは本作の音楽を手掛けたことにより、第52回アカデミー賞作曲賞にノミネートされた。
- スティーブン・キングは、この映画を「経済的な恐怖の作品」と評した。

## シリーズ
- 『悪魔の棲む家PART2』（1982年） シリーズ2作目
- 『悪魔の棲む家PART3』（1983年） シリーズ3作目
- 『悪魔の棲む家 完結編』（1989年） シリーズ4作目
- 『続・悪魔の棲む家』（1990年） シリーズ番外編
- 『アミティヴィル1992』（1992年） シリーズ5作目
- 『真・悪魔の棲む家』（1993年） シリーズ6作目
- 『悪魔の棲む家・最終章/ザ・ポルターガイスト』（1996年） シリーズ7作目
- 『アミティヴィル・シアター 悪魔が棲む場所』（2015年） シリーズ13作目

## リメイク
2005年にマイケル・ベイ製作によってリメイクされた。

### オリジナル版とリメイク版の相違
1979年製作のオリジナル版は家に引っ越した一家と並行し、この家の祝別に訪れた神父も中心人物として描かれており、邸宅で起きたデフェオー一家殺人事件を捜査した刑事が登場するなど、全体的に『エクソシスト』のような感じに作られている。
それに対し、2005年製作のリメイク版はこの神父や刑事の存在を排除し、家に引っ越してきた一家が悪霊に蝕まれていく様を中心に描いている。また、オリジナル版では幽霊少女は姿を現さなかったが、リメイク版では姿を現しているところや、家に越してから態度が豹変してゆくジョージが、リメイク版では家の外に出るとその効力がなくなる等の相違が見られる。